# 吉倉 (福島市)
吉倉（よしくら）は、福島県福島市の大字である。郵便番号は960-8165。

## 地理
福島市街地南西に隣接する吉井田地域に属し、地区南西側に位置する。北で仁井田、八木田と、東で方木田と、南東で大森と、南から西にかけ成川と、北西で佐倉下とそれぞれ隣接する。概ね町村制施行以前の吉倉村の流れを汲む地域である。荒川右岸、馬川流域となる平地であり、水田や果樹園が広がっていたが、地区東側を中心に宅地化が進んだ。また、旧国道115号沿いに運輸省福島陸運事務所（現在の国土交通省福島運輸支局）や軽自動車検査協会が設置され、周辺に自動車ディーラーや行政書士事務所、予備車検場などが立地し、福島県内の自動車行政の中心として機能している。 福島市道27号方木田茶屋下線開通後は沿線にロードサイド店の出店が進んだ。上町に所在する福島警察署及び郷野目に所在する福島南消防署杉妻出張所がそれぞれ管轄にあたる。吉倉の名称は1876年に吉田村と下名倉村が統合され吉倉村が成立したことに由来する。

### 河川
- 馬川

### 主な字
- 桜内
- 竹ノ内
- 道内
- 名倉
- 前田
- 松木内
- 万田
- 谷地
- 柳田
- 山神
- 八幡
- 吉田

## 歴史
- 1889年（明治22年）4月1日 - 町村制の施行により信夫郡吉井田村が発足。旧吉倉村域は吉井田村の大字となる。
- 1955年（昭和30年） 3月31日 - 吉井田村が福島市へ編入され、福島市の大字となる。

## 世帯数と人口
2022年（令和4年）3月31日現在の世帯数と人口は以下の通りである。
| 大字 | 世帯数   | 人口   |
| ---- | -------- | ------ |
| 吉倉 | 1001世帯 | 2251人 |

## 小・中学校の学区
市立小・中学校に通う場合、学区は以下の通りとなる。
| 番地 | 小学校               | 中学校             |
| ---- | -------------------- | ------------------ |
| 全域 | 福島市立吉井田小学校 | 福島市立岳陽中学校 |

## 交通

### 鉄道
域内に鉄道施設は存在しない。

### 道路
- 国道13号福島西道路
  - 吉倉跨道橋（国道115号）
- 国道115号福島西バイパス
- 福島市道27号方木田茶屋下線
- 福島市道70605号南町佐倉下線（土湯街道・旧国道115号）

### バス
高速バス
- （福島駅・仙台空港方面） - 福島運輸支局 - （いわき・会津若松方面）
- 福島 - いわき線
- 仙台空港 - 福島 - 会津若松線

福島交通路線バス
- （福島駅方面） - 福島運輸支局 - 地蔵前 - 松木内 - 吉井田 - 道内 - （土湯温泉・佐原方面）
  - 土湯
  - 荒井
  - 佐原
  - 佐原経由四季の里
  - 南東北病院経由土湯

## 施設
- 国土交通省東北運輸局 福島運輸支局
- 軽自動車検査協会 福島事務所
- 福島県自動車会館
- 福自販会館（福島県自動車販売店協会）
- 日本自動車連盟 福島支部
- 福島市立吉井田小学校
- 吉倉郵便局
- 白寿会 福島中央病院
- ヨークベニマル 吉倉店
- トライアル 方木田店
- ライトオン 福島吉倉店
- ジーユー 福島吉倉店
- はま寿司 福島吉倉店
- 福島日産自動車 福島吉倉店
- レクサス福島
- スズキ自販福島 スズキアリーナ福島
- ホンダカーズ福島 吉倉店
- ヤナセ 福島支店
- コマツ福島 福島支店